# Erik Blomster
Erik Blomster, né le 8 mars 1928 et mort le 10 janvier 1996, est un athlète finlandais, spécialiste des courses de demi-fond. 

## Biographie
Il remporte la médaille de bronze du 3 000 m steeple lors des championnats d'Europe 1950 à Bruxelles, en établissant la meilleure performance de sa carrière en 9 min 8 s 8.

### Palmarès
| Date | Compétition           | Lieu      | Résultat | Épreuve         | Performance |
| ---- | --------------------- | --------- | -------- | --------------- | ----------- |
| 1950 | Championnats d'Europe | Bruxelles | 3e       | 3 000 m steeple | 9 min 8 s 8 |

### Records
| Épreuve         | Performance | Lieu      | Date         |
| --------------- | ----------- | --------- | ------------ |
| 3 000 m steeple | 9 min 8 s 8 | Bruxelles | 27 août 1950 |